# Bertil Johansson (militär)
Bertil Anders Göran Johansson, född 9 oktober 1926 i Sandby församling i Kalmar län, död 1 april 2016 i Trosa stadsdistrikt i Södermanlands län, var en svensk militär.

## Biografi
Johansson avlade studentexamen vid Försvarets läroverk. Han avlade officersexamen vid Krigsskolan 1953 och utnämndes samma år till fänrik vid Stockholms luftvärnsregemente (namnändrat till Roslagens luftvärnsregemente 1957). Han befordrades till kapten i Generalstabskåren 1963, tjänstgjorde i svenska FN-bataljonen på Cypern 1964–1965 och var lärare i strategi vid Militärhögskolan 1966–1968. År 1969 befordrades han till major, varefter han åter var lärare i strategi vid Militärhögskolan 1970–1975 och befordrades till överstelöjtnant 1972. Han var chef för Utbildningssektionen vid Luleå luftvärnsregemente 1975–1976 och tjänstgjorde återigen i svenska FN-bataljonen på Cypern 1975–1976, varpå han var bataljonschef och ställföreträdande regementschef vid Luleå luftvärnsregemente 1976–1979. Efter att ha befordrats till överste 1979 var han chef för Militärhistoriska avdelningen vid Militärhögskolan 1979–1984, militär rådgivare vid Utrikesdepartementet för Stockholmskonferensen inom ramen för Europeiska säkerhetskonferensen (ESK) 1984–1986 och militär rådgivare vid ESK i Wien 1986–1989 samt åter militär rådgivare vid Utrikesdepartementet 1989–1992. Johansson inträdde i reserven 1986.
Johansson invaldes 1975 som ledamot av Kungliga Krigsvetenskapsakademien. Åren 1979–1985 var han akademiens andre sekreterare. Bertil Johansson är begravd på Sandby kyrkogård på Öland.